# Grausame Töchter
Grausame Töchter es una banda de música electrónica alemana femenina fundada en Hamburgo en 2009 caracterizada por la confluencia de numerosas formas y géneros como el EBM, el punk, el futurepop, el trip hop, el techno, el dark wave o la chanson.
Sus apariciones en directo (terminantemente restringidas a mayores de 18 años) incluyen una serie de prácticas BDSM, cunnilingus, desnudos parciales o totales, el uso reiterado de símbolos anticristianos como las conocidas cruces invertidas, manifestaciones de temática LGBT, frecuentes tocamientos de zonas erógenas, que crean una atmósfera de fuerte contenido sadomasoquista y pornográfico (con toques de satanismo), dándose hasta casos de conciertos en que su líder, la polémica solista, fotógrafa y bailarina (formada como tal desde sus primeros años en la Stage School of Music, Dance & Drama de Hamburgo) Anna Pehlitz, conocida artísticamente como Aranea Peel, no ha dudado en incorporar al espectáculo momentos de manifiesto carácter provocador como someter a la bajista Era Kreuz a todo tipo de vejaciones y torturas como orinar sobre ella (lo que se denomina «lluvia dorada»), apagarle un cigarrillo en la cabeza, destrozarle la camiseta con un cuchillo hasta dejarla sin ropa alguna o ella misma quedarse íntegramente desnuda a mitad de la canción.
Entre su discografía se hallan temas tan provocadores como Bis das Blut Fließt (Hasta que la sangre fluya) y Drecksau (Bastardo) (de 2011), Lust und Tod (Lujuria y muerte) y Ficken ist ein Schlimmes Wort (Follar es una palabra mala) (los dos de 2014), Ich Liebe meine Vagina (Amo mi vagina o Me encanta mi vagina) y Los Schlampe, Ficken Geht Immer! (Vamos perra, ¡follar siempre es posible!) (ambos de 2016), Klinik (may. 2020), primer adelanto de su sexto álbum de estudio y cuyo videoclip solo pudo visionarse inicialmente de manera completa en el sitio web Patreon, o Meine Droge Heißt Sex (Mi droga se llama sexo) (nov. 2023).
En el quinto álbum de la banda (Engel im Rausch, 2018) se encuentran dos versiones de otras tantas piezas de la llamada Neue Deutsche Welle (NDW), surgida en Alemania entre 1976 y mediados de los años 1980: Goldener Reiter, de Joachim Witt y Rosemarie de Hubert Kah.
Desde sus primeras apariciones en público en 2010, han actuado por Alemania (sala de fiestas Römer [Bremen], Helvete Metal Club de Oberhausen [may. 2019], las ediciones de 2013, 2016, 2019 y 2023 del Wave-Gotik-Treffen [Leipzig], entre otras), Utrecht (Países Bajos, jul. 2013), Praga (República Checa, nov. 2014), Sittard (Países Bajos, mar. 2015), Amberes (Bélgica, abr. 2015), Leiría (Portugal, ago. 2016), Waregem (Bélgica, dic. 2016), Padua (Italia, mar. 2018), Bratislava (Eslovaquia, may. 2018), Maribor (Eslovenia, may. 2018), Oberhausen (Helvete Metal Club, may. 2019), Kloten (Suiza, nov. 2021), etcétera.

## Historia e influencias musicales
El grupo fue creado en Hamburgo (Alemania) en 2009, más concretamente por la cantante Aranea Peel (voz principal) y el batería, productor y mezclador musical Gregor Hennig.
A partir de ese momento se produjeron por parte del dúo una serie de contactos, grabaciones y estudios musicales orientados a encontrar una «etiqueta» que de alguna forma los diferenciase de otras bandas paralelas (mayoritariamente masculinas), así como la búsqueda de los necesarios medios económicos para su presentación en vivo. Finalmente fue el productor del sello discográfico Dark Dimensions (Scanner) Francesco d'Angelo quien tras asistir a un concierto celebrado en Coblenza en 2010 les ofreció un contrato que unos meses después culminaría con la grabación de su primer álbum (Mein Eigentliches Element), publicado en abril de 2011. Desde entonces compaginan las grabaciones de discos con las actuaciones en directo, cabiendo resaltar en este último caso la participación junto a las integrantes «fijas» de la banda de un nutrido conjunto de personas (generalmente mujeres) que con asiduidad son invitadas a subir al escenario como espontáneas instrumentistas, cantantes o performers.
Algo parecido ocurre con los miembros de la formación, habida cuenta de que el propio cofundador Gregor Hennig (batería), Era Kreuz (bajo), Kasimiria Ratke (coros, coreografías y percusión), Bojana Tadic (violonchelo) o Michael Gross (trompeta) solo suelen intervenir en estas últimas.
En cuanto al aparente estilo artístico de la misma resulta muy difícil incluirla de manera más o menos rigurosa en alguno de ellos, caracterizada sobre todo por la confluencia de numerosas formas y géneros musicales como el techno, el futurepop, la electronic body music, el punk, el dark wave o el trip hop, así como de elementos más tradicionales procedentes del mundo de la chanson, el cabaré, el tango, la polca, el vals, etcétera.
Otro tanto puede asegurarse del creciente número de instrumentos, principalmente electrónicos, empleados por el grupo, destacando junto a los tradicionales de una banda de rock (ya utilizados en sus primeros conciertos) como la batería, el bajo o la guitarra eléctrica otros menos usuales como el piano, el violonchelo, la trompeta o el acordeón entre otros.
Respecto al contenido de las letras «anárquicamente descaradas y sucias», estas tratan sobre temas relativamente habituales en bandas del denominado «lado oscuro» como el sadomasoquismo, la homosexualidad, la blasfemia, la sociopatía, las fantasías orgásmicas o los abismos sociales, si bien las inusuales puestas en escena de las mismas a base de «látigos, restricciones, laca y cuero, fetichismo, mucha sangre falsa y aun más piel desnuda» lo han convertido en uno de los grupos más provocadores del panorama musical del primer tercio del siglo xxi.

### 2021-2023:ZyklusyBDSM for Satisfaction
En abril de 2021, concretamente el día 9, salió a la venta el doble álbum Zyklus compuesto por quince temas en los que se describen el origen del mundo (entendido como el comienzo de un ciclo interminable de errores y destrucciones) y su fin (Alpha y Omega), así como un CD en el que se incluyen diez canciones clásicas alemanas escritas en su momento por los compositores Frederick Hollander, Kurt Weill y Hanns Eisler e interpretadas años atrás por Aranea Peel y The Bremer Salon Orchester en el Kurt Weill-Festival de Dessau.
A finales de noviembre de 2023 se publicó su séptimo álbum de estudio, a raíz de lo cual la cadena de tiendas de discos Rough Trade destacó:

El álbum de Grausame Töchter BDSM for Satisfaction, lanzado por Scanner, es una exploración poderosa y provocativa del estilo de vida BDSM a través de la música electrónica. Con una combinación única de sonidos industriales, melodías inquietantes y letras intensas, este álbum traspasa los límites y desafía las normas sociales.

Por su parte la tienda de música en línea Bandcamp dijo del mismo:

BDSM for Satisfaction es el séptimo álbum de estudio de Grausame Töchter, que cuenta con una variedad estilística incomparable. EBM, electropunk y dark wave se mezclan con elementos inesperados de géneros como el indie pop, el blues, la música cinematográfica y la música clásica. Las letras muestran el tema central de las excéntricas artistas femeninas y siempre de manera inteligente: filosófica, poética, satírica o con mordaz ironía. ¡Un álbum muy fuerte!

## Imagen pública

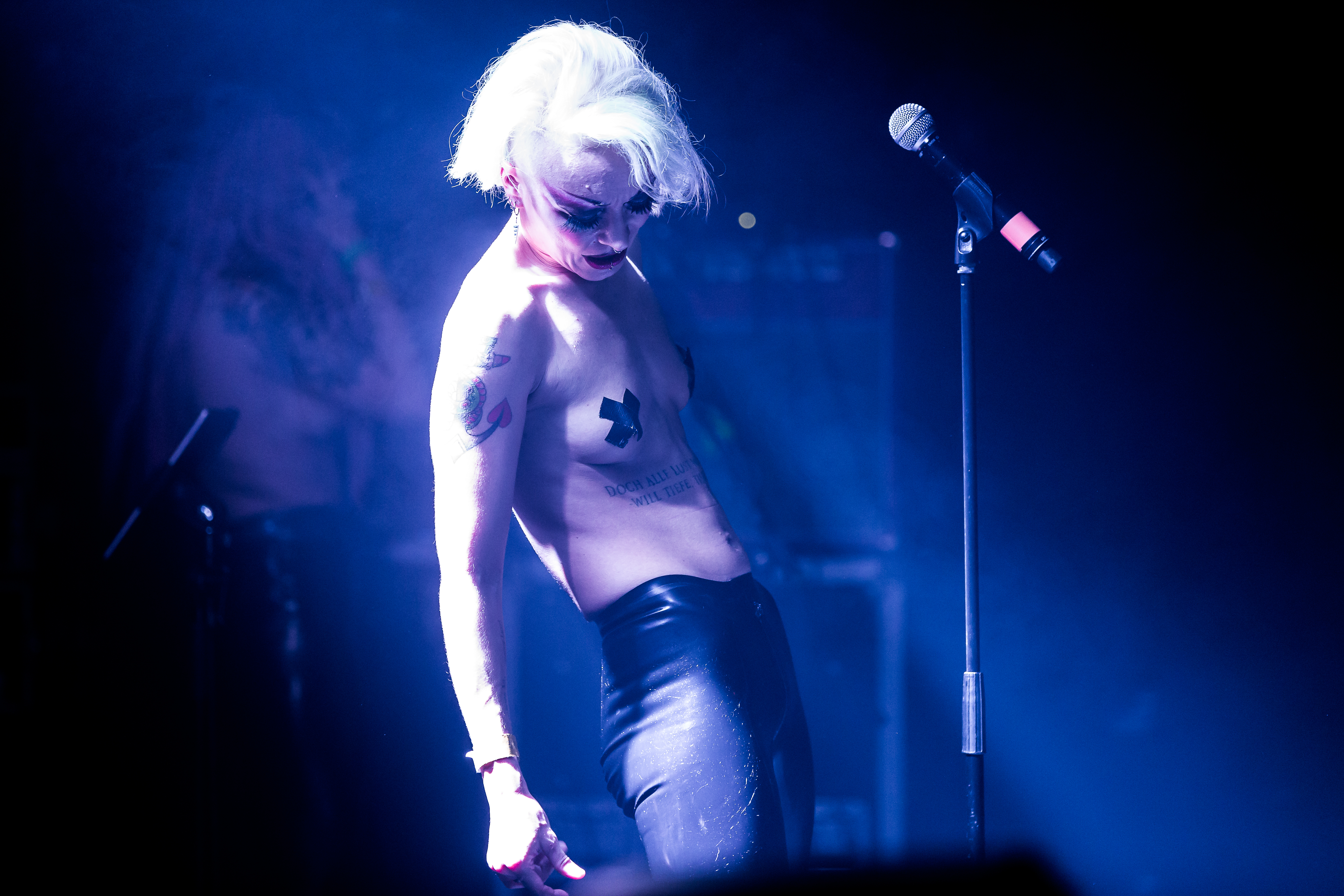
Aranea Peel. 8 jun. 2019. 28^{th} Wave-Gotik-Treffen, Leipzig (Alemania).

Las componentes del grupo utilizan ante el público todo tipo de prendas extremadamente cortas y ajustadas como tangas, arneses, pezoneras o sostenes de cuero u otros materiales, dentro del más radical estilo punky, de las que suelen deshacerse totalmente en ocasiones con «frialdad emocional».
Aranea Peel por su parte, quien según el crítico musical Andreas F. «considera los tabúes como un término extranjero», acostumbra a lucir una serie de looks bien distintos que comprenden desde largos vestidos de fiesta de tonos intensos y sombríos que la cubren enteramente, pasando por salir al escenario desnuda de cintura para arriba, si bien en ocasiones se cubre los pezones con tiras de cinta adhesiva negra o pinturas corporales, quedarse sin ropa alguna en medio de la actuación, llegando hasta a colocarse entre las piernas un pene de látex que otra de las integrantes de la banda se introduce en la boca fingiendo una felación o que se está masturbando a la vista de los espectadores, lo que ha hecho que, según la propia cantante, haya habido «incluso sexo delante del escenario»:

Puede suceder fácilmente que los dedos de una mano sean suficientes para contar cuántas prendas de ropa hay en el escenario durante la actuación.

Pero tal vez el evento más transgresor protagonizado por la artista conocido hasta el presente fue el que tuvo lugar el 3 de noviembre de 2010 en Berlín con ocasión de la interpretación del tema instrumental Wie eine Schlange (Como una serpiente), incluido al año siguiente en el primer álbum de estudio de la banda (Mein Eigentliches Element, 2011), en la que su pareja masculina, tras quitarle de golpe la holgada capa negra de apariencia gótica que la cubría por completo, le estuvo lamiendo el sexo durante casi los más de cinco minutos que duró la performance.

## Discografía
| Álbumes de estudio (7) | Álbumes de estudio (7) | Álbumes de estudio (7)                | Álbumes de estudio (7)                        | Álbumes de estudio (7) |
| Lanzamiento            | Discográfica           | Título                                | Géneros                                       | Temas |
| ---------------------- | ---------------------- | ------------------------------------- | --------------------------------------------- | --- |
| 1 abr. 2011            | Scanner                | Mein Eigentliches Element             | Darkwave, EBM, Electro-Industrial, Synth Punk | 1 Untergang 2 Mephisto 3 Beleidigte Engel 4 Bis das Blut Fließt 5 Freundin 6 Wie eine Schlange 7 Liebestod 8 Drecksau 9 Mein Messer 10 Warum Nur? |
| 23 nov. 2012           | Scanner                | Alles für Dich                        | EBM, Darkwave, Synth Punk                     | 1 Albtraum deiner Lust 2 Blut Geleckt 3 Ich Darf Das! 4 Liebeslied für Dich 5 Tanz für Dich 6 Lüge! 7 Therapie für Dich 8 Alles für Dich 9 Tabu 10 Wie eine Spinne 11 Blut Geleckt (Reprise) 12 Rosen für Dich Bonus tracks 13 Lüge (Straftanz Remix) 14 Blut Geleckt (Schizophreniac Remix) 15 Zerbrochenes Spielzeug (Family Core Remix) |
| 26 sep. 2014           | Scanner                | Glaube Liebe Hoffnung (dos versiones) | EBM, Darkwave, Synth Punk                     | Glaube Liebe Hoffnung Lust und Tod Verlassen Solipsismus Mensch und Tier Tränen in einer Toten Welt Ficken Ist ein Schlimmes Wort Blutwalzer Sex in Latex Zukunftsvision Bete und Arbeite Quid Pro Quo Wie eine Hyäne Paradis Ich Bin Gott |
| 6 may. 2016            | Scanner                | Vagina Dentata (dos versiones)        | EBM, Darkwave                                 | Vagina Dentata Liebe Will Beweise Ich Liebe meine Vagina Wie eine Krake Annika Ist Tot Tor Zur Hölle Los Schlampe, Ficken Geht Immer! Die Ganze Welt Ist ein Zirkus Fleisch für die Hyänen Nordsee (Tango) Fette Katzen Angst Enstellt den Menschen Perverse Mädchen Sisyphos Will Vögeln Vagina Dentata |
| 26 oct. 2018           | Scanner                | Engel im Rausch (dos versiones)       | Darkwave, Electroclash, EBM, Synth Punk       | Engel im Rausch Wildes Tier Engel im Himmel Goldener Reiter Annika in Ekstase … und ich Fühle Nichts Atme mich Fickmaschine Rosemarie Lila Katzen Sternenmädchen Beleidigte Engel 2020 In deinem Kopf Wie eine Zecke Sex in Deutschland Nein! Wodka (Polka) Helle Sonne |
| 9 abr. 2021            | Scanner                | Zyklus (doble CD)                     | Electroclash, EBM, Darkwave, Synth Punk       | CD 1 1 Alpha 2 Wilde Wölfe 3 Alles kaputt! 4 Annika Nimmt Drogen 5 PENG! PENG!… TOT! 6 Respekt und Sex 7 Klinik 8 Zyklus 9 Sarkastische Katzen 10 Laber laber 11 Wie ein Hamster 12 Messer an die Kehle 13 Fickstück 14 Süchtig nach Ewigkeit (Rhumba) 15 Omega CD 2: Aranea Peel singt Klassische deutsche Chansons 1 Ich weiß nicht, zu wem ich gehöre 2 Ich lass mir meinen Körper schwarz bepinseln 3 Mutter Beimlein 4 Seeräuberjenny 5 Ich bin von Kopf bis Fuß auf Liebe eingestellt 6 Materl 7 Vom ertrunkenen Mädchen 8 Das Lied von den braunen Inseln 9 Ballade von der sexuellen Hörigkeit 10 Keiner weiß, wie ich bin |
| 24 nov. 2023           | Scanner                | BDSM for Satisfaction (CD)            | Electroclash, Electropop                      | 1 BDSM for Satisfaction 2 Arroganz Muss Man Sich Leisten Können 3 Schnabel Zu 4 Schmerz 5 Meine Droge Heißt Sex 6 Annika Wird Filmstar 7 Duelo en Mexico 8 Ich Hau Drauf 9 Folterkeller 10 Verboten 11 Katz und Maus 12 Ich Will Dich Leiden Sehen 13 Norden Süden Osten Westen 14 Himmel und Hölle 15 Schlaflied |

| Sencillos y EPs (1) | Sencillos y EPs (1) | Sencillos y EPs (1)    | Sencillos y EPs (1) |
| Lanzamiento         | Discográfica        | Géneros                | Tema                |
| ------------------- | ------------------- | ---------------------- | ------------------- |
| 12 dic. 2014        | Leidbild Design     | Electronic, Industrial | Rebirth             |

| Recopilatorios (11) | Recopilatorios (11)  | Recopilatorios (11) | Recopilatorios (11)                                  | Recopilatorios (11)                                     | Recopilatorios (11) |
| Lanzamiento         | Discográfica         | Autores             | Título                                               | Géneros                                                 | Tema |
| ------------------- | -------------------- | ------------------- | ---------------------------------------------------- | ------------------------------------------------------- | --- |
| 6 may. 2011         | Batbeliever Releases | Varios              | Gothic Compilation Part LI                           | Electronic, Rock, Classical, Folk, World, Country       | 2-7 Untergang |
| 1 nov. 2011         | UpScene              | Varios              | Extreme Lustliedes 5                                 | Electronic                                              | 1-10 Drecksau |
| 2012                | Batbeliever Releases | Varios              | Gothic Compilation Part LVII                         | Electronic, Rock                                        | 2-2 Blut Geleckt |
| 26 sep. 2012        | ZYX Music            | Varios              | Schwarze Welle 4                                     | Alternative Rock, Emo, Industrial, Indie Rock, Darkwave | 1-11 Beleidigte Engel |
| 2012                | Batbeliever Releases | Varios              | Gothic Compilation Part 56 + 57                      | Electronic, Rock, Pop, Folk, Country                    | 2-2 Blut Geleckt |
| 12 abr. 2013        | Alfa Matrix          | Varios              | Absolute Grrrls Manifesto Chapter 1                  | Electronic, Rock                                        | 4-13 Tanz für Dich |
| 31 oct. 2014        | UpScene              | Varios              | Extreme Lustlieder 6                                 | Electronic                                              | 1-7 Lust und Tod |
| 2014                | ZYX Music            | Varios              | Schwarze Welle                                       | Electronic, Rock, Pop                                   | 1-11 Beleidigte Engel |
| 2019                | Alfa Matrix          | Varios              | Endzeit Bunkertracks Act VIII                        | Industrial, EBM, Electro, Goth Rock                     | 4-402 Wildes Tier |
| 2020                | Scanner              | Varios              | A Human Scan(ner) (The 20th Anniversary Compilation) | Electronic                                              | Wildes Tier (dos versiones) |
| 26 ago. 2022        | Scanner              | Grausame Töchter    | Werkschau                                            | Electronic                                              | 1 Lust und Tod 2 Liebe Will Beweise 3 Annika Ist Tot 4 Annika Nimmt Drogen 5 Mein Messer (Werkschau-Version) 6 Angst Entstellt den Menschen (Werkschau-Mix) 7 Mensch und Tier (2022 Mix) 8 Fickmaschine (Getoffonmyown-Mix) 9 Glaube Liebe Hoffnung (Werkschau-Mix) 10 Blutwalzer (Dark-Varite-Version) 11 Ich Liebe meine Vagina 12 Tränen in einer Toten Welt 13 ... und ich Fühle Nichts (Werkschau-Mix) 14 Tanz für Dich (2022 Remix) 15 Wie eine Spinne 16 Wie eine Krake (Matrosenmix) 17 Ich Darf Das! |

| Vídeos (1)   | Vídeos (1)   | Vídeos (1) | Vídeos (1)         | Vídeos (1)                  | Vídeos (1)   |
| Lanzamiento  | Discográfica | Autores    | Título             | Géneros                     | Tema         |
| ------------ | ------------ | ---------- | ------------------ | --------------------------- | ------------ |
| 15 abr. 2011 | Nachtaktiv   | Varios     | Nachtaktiv Magazin | Electronic, Rock, Classical | 19 Untergang |

| Remix (2)   | Remix (2)            | Remix (2) | Remix (2)                                 | Remix (2)        | Remix (2) |
| Lanzamiento | Discográfica         | Autores   | Título                                    | Géneros          | Tema      |
| ----------- | -------------------- | --------- | ----------------------------------------- | ---------------- | --------- |
| 2014        | Devil-M              | Varios    | Revenge of The Antichrist (dos versiones) | Electronic, Rock | Rebirth   |
| 2015        | Intravenous Magazine | Varios    | Blood Pack Vol. 2                         | Electronic, Rock | Rebirth   |

## Actuaciones en directo (selección)
- 2010

- 3 nov. Berlín (Alemania).

- 2011

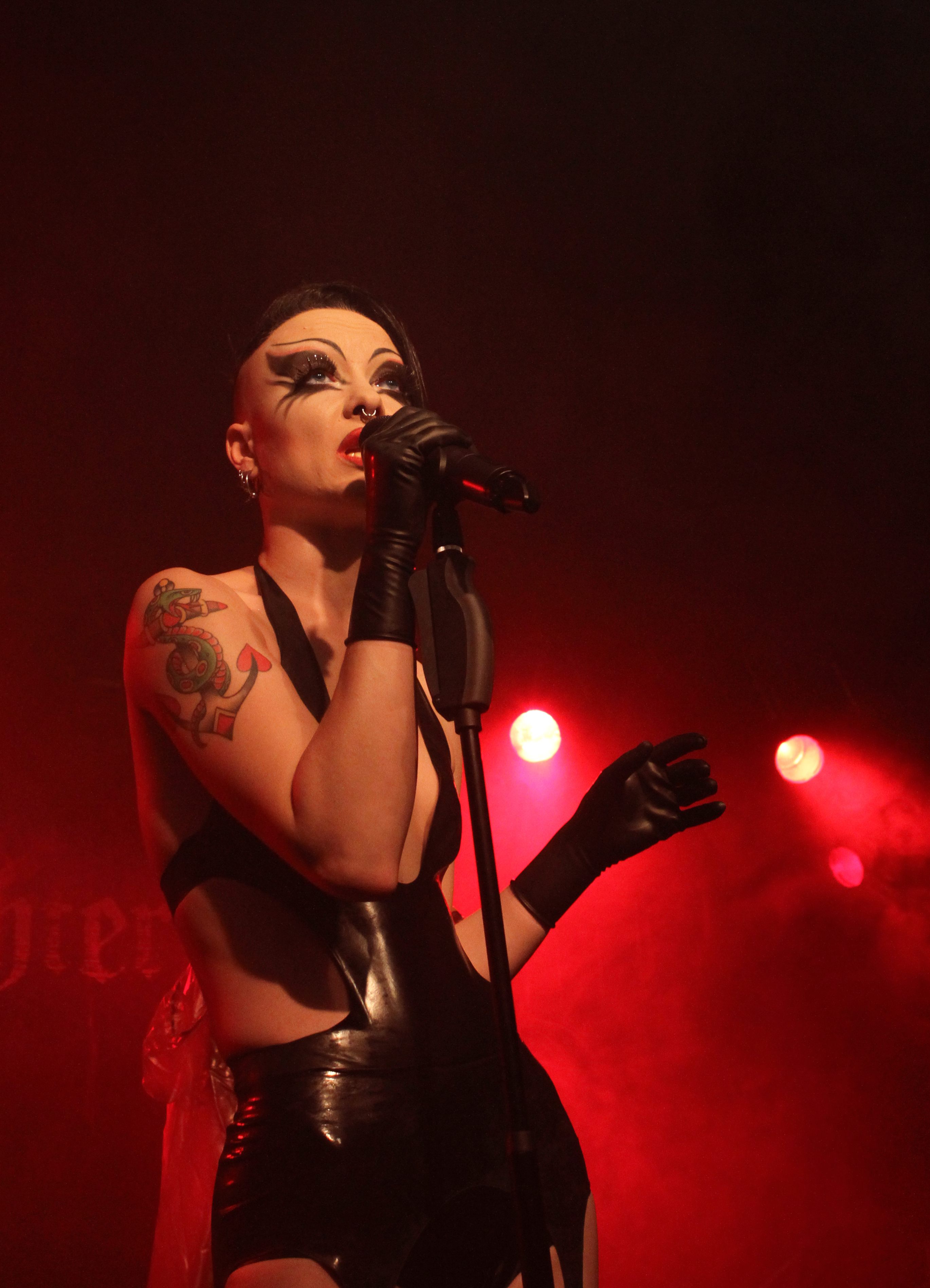
14 ago. 2012. Theaterfabrik, Múnich (Alemania).

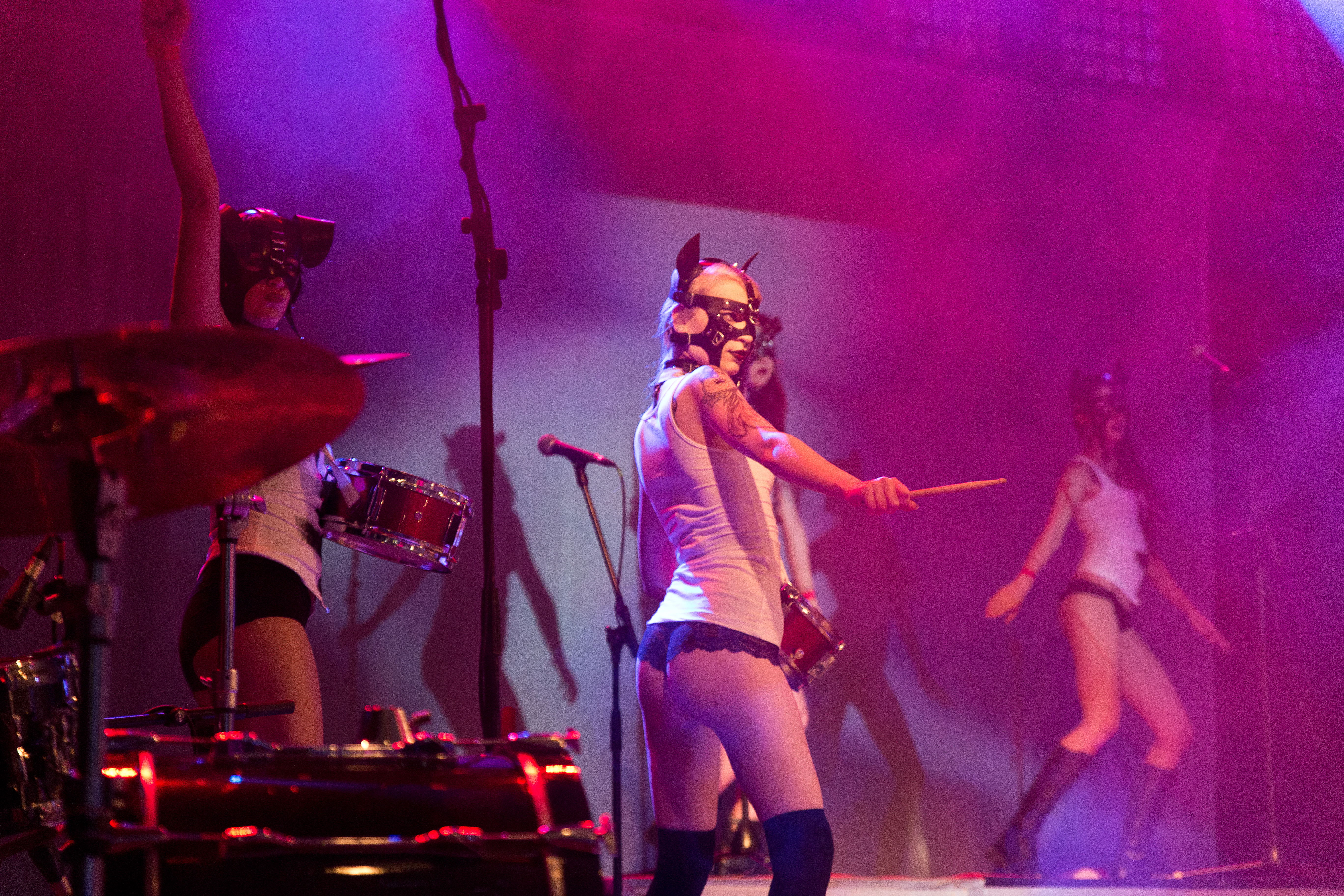
16 may. 2016. 25^{th} Wave-Gotik-Treffen, Leipzig (Alemania).

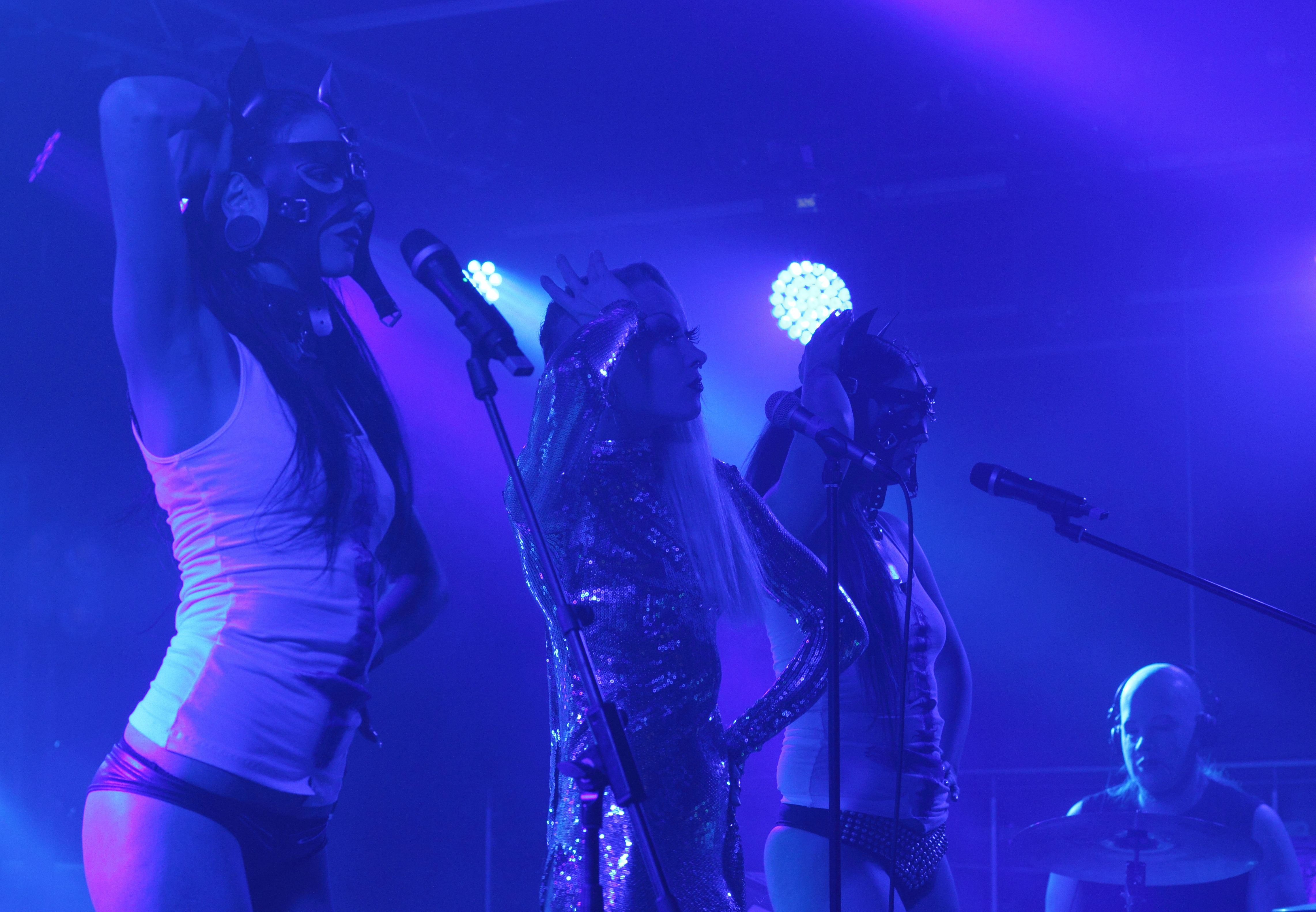
27 ago. 2016. Infest Festival, Bradford (Reino Unido).

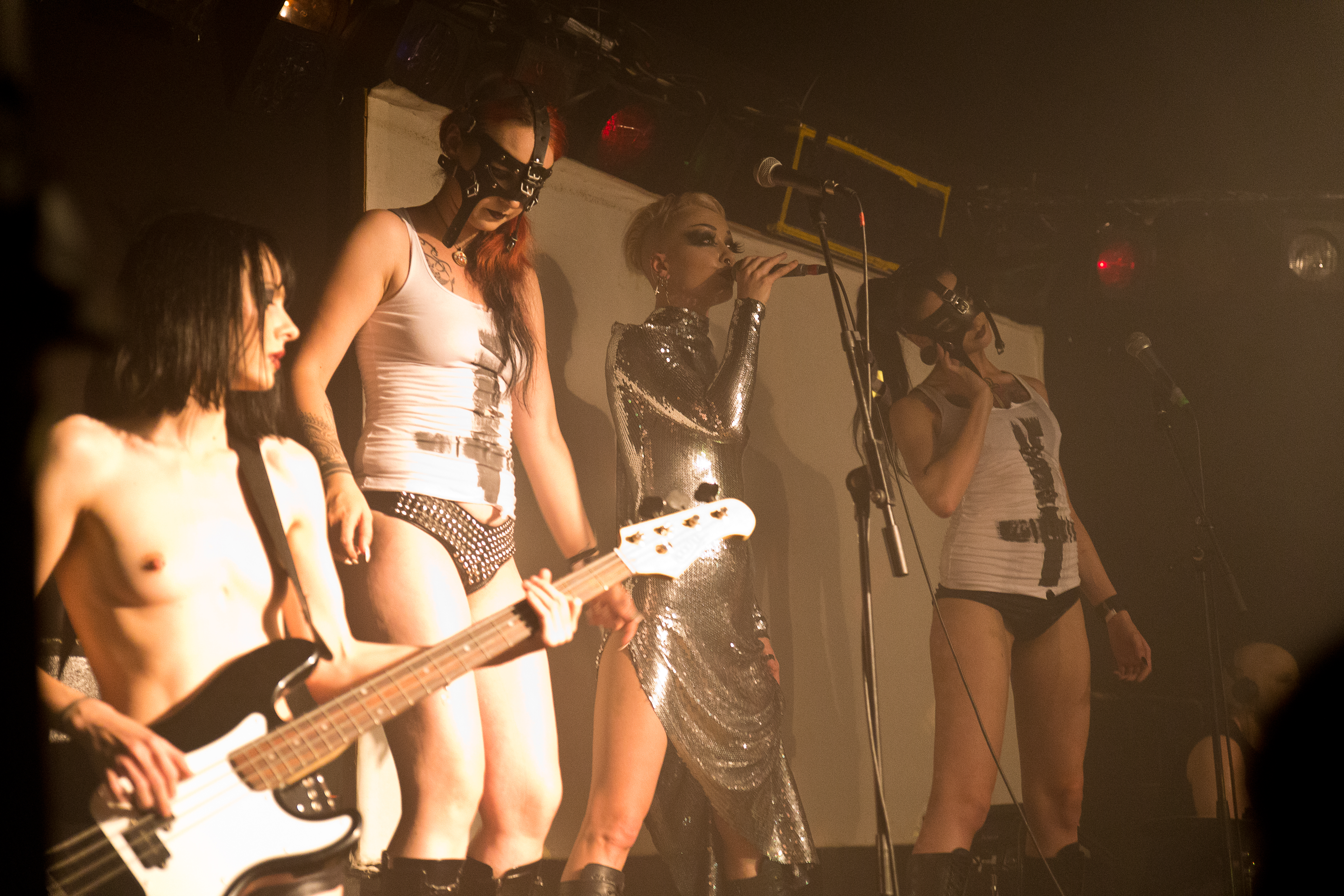
Era Kreuz (izda.) 10 sep. 2016. Club Hellraiser, Leipzig (Alemania).

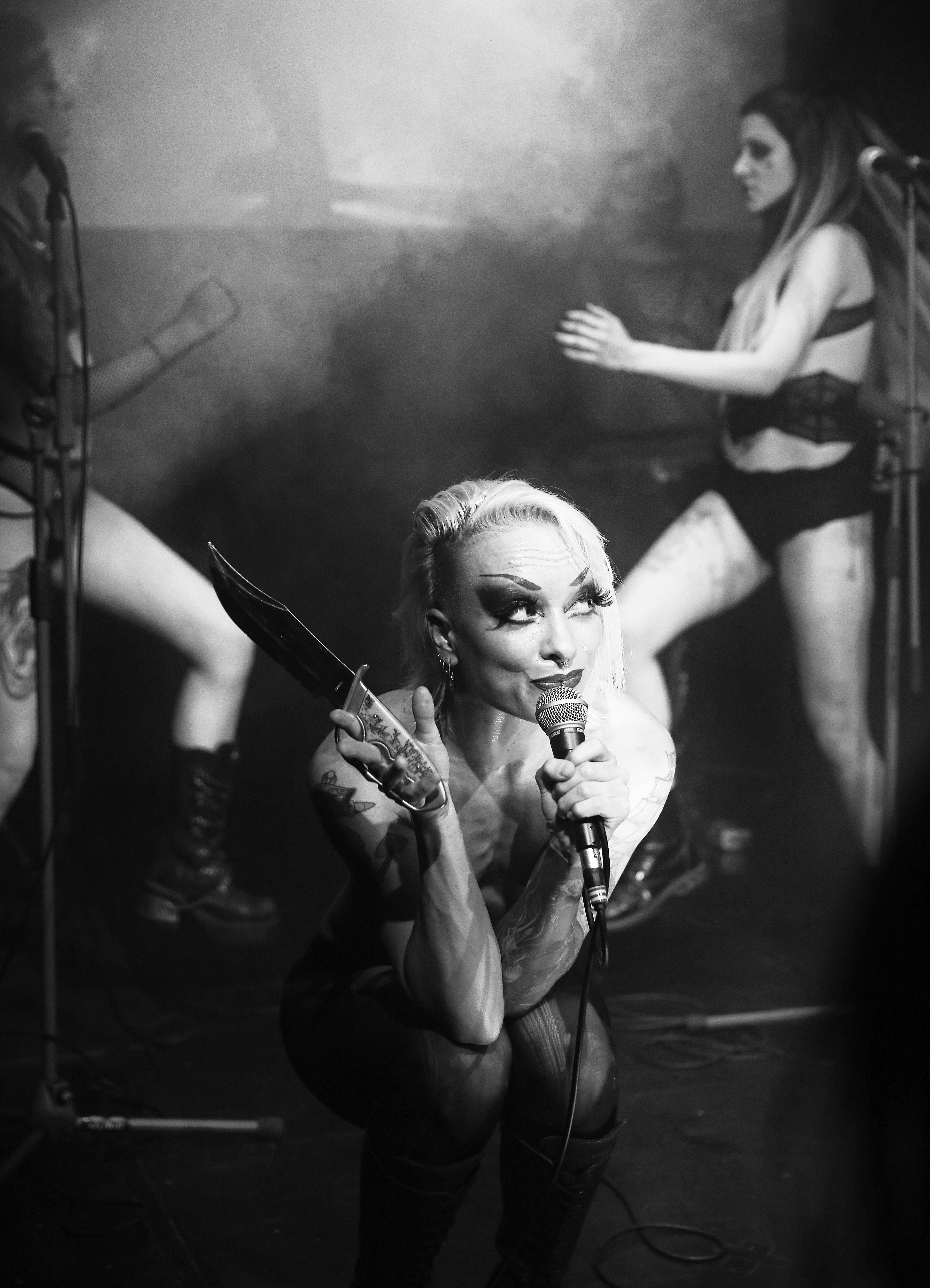
14 sep. 2018. Cabaret Onirique, Estrasburgo (Francia).

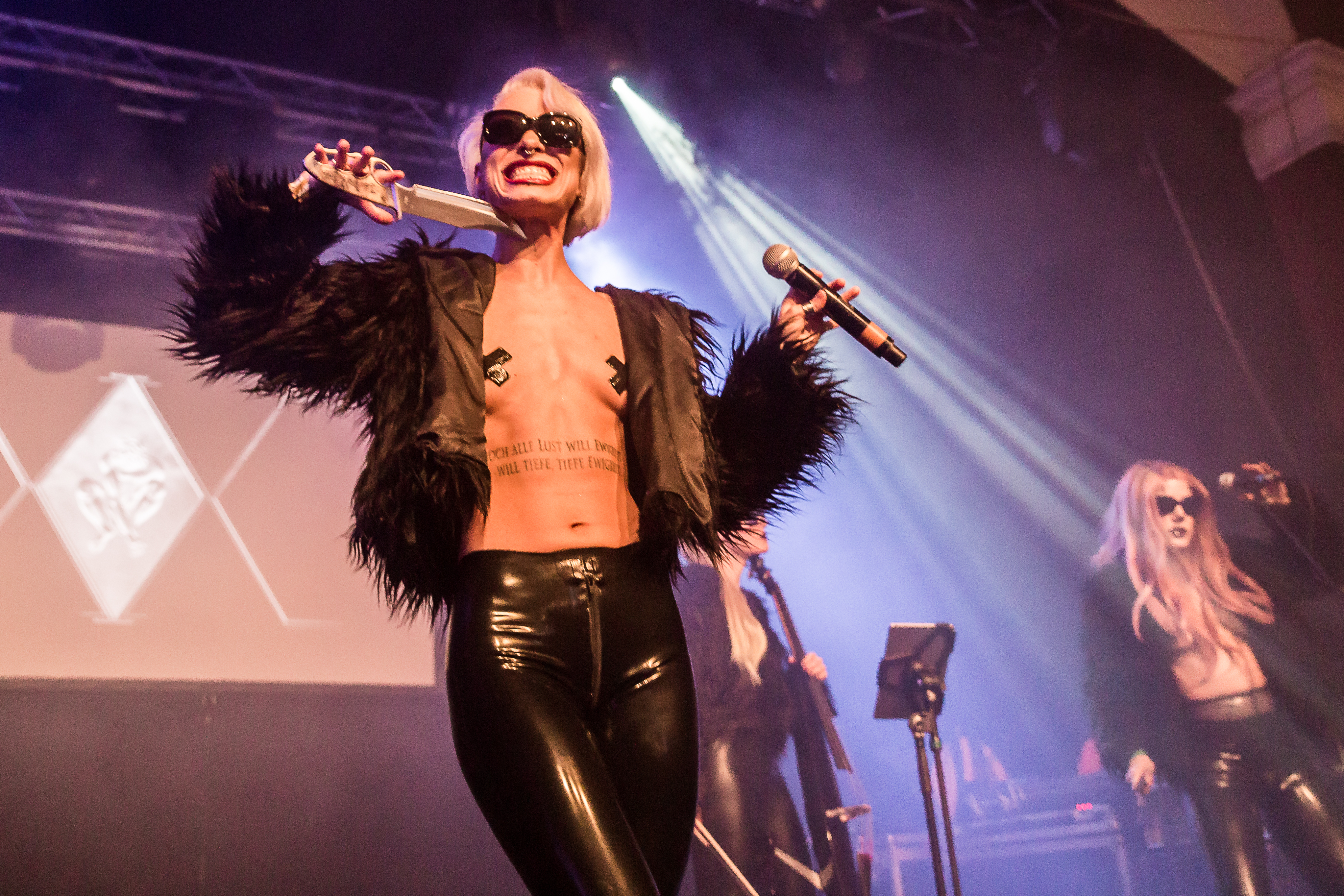
8 jun. 2019. 28^{th} Wave-Gotik-Treffen, Leipzig (Alemania).

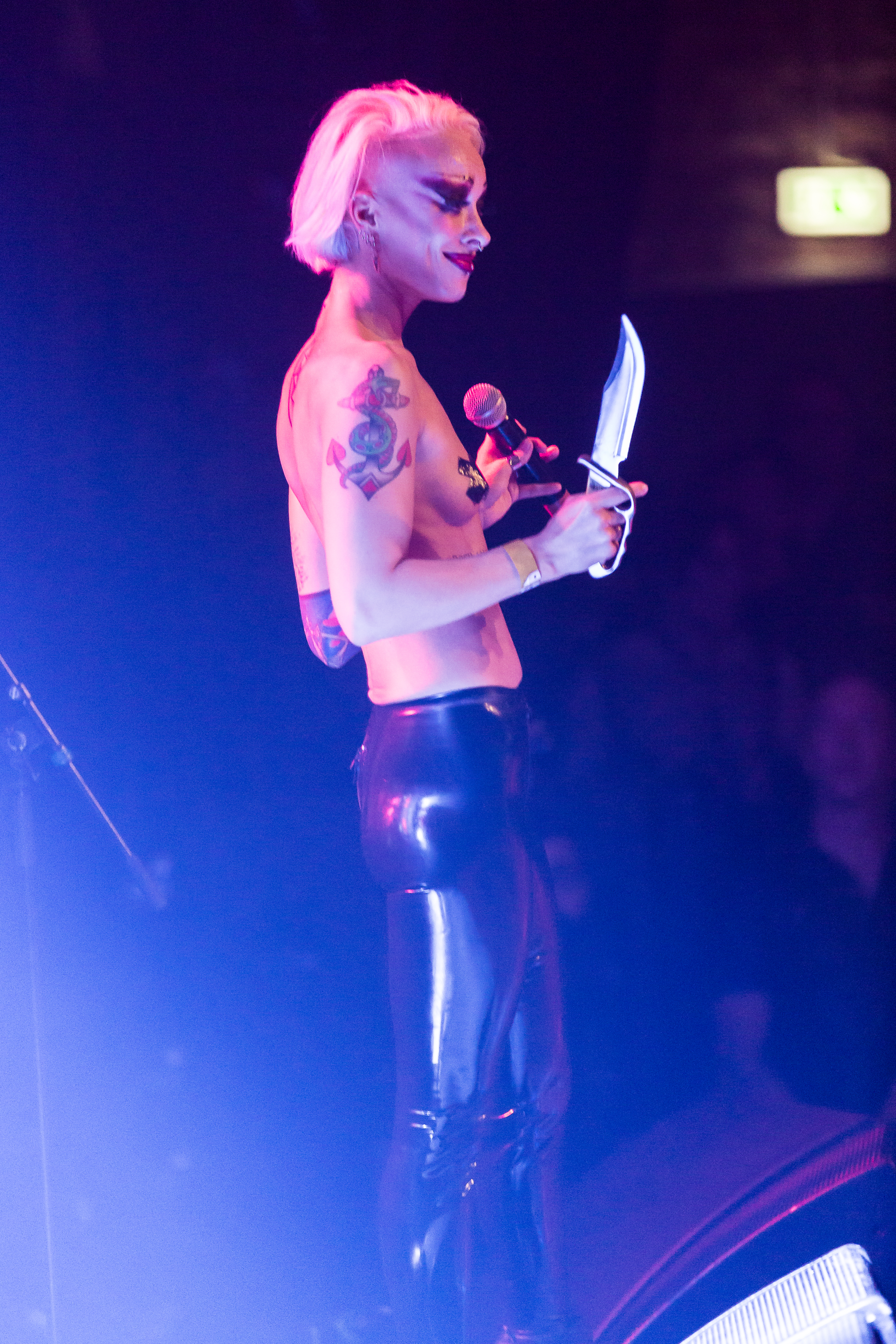
8 jun. 2019. 28^{th} Wave-Gotik-Treffen, Leipzig (Alemania).

- 29 abr. Moritzbastei, Leipzig (Alemania).
- 3 sep. The Manifest, Copenhague (Dinamarca).

- 2012

- 23 feb. Club Eigenart, Lüdenscheid (Alemania).
- 14 ago. Theaterfabrik, Múnich (Alemania).

- 2013

- 19 may. 22th Wave-Gotik-Treffen, Leipzig (Alemania).
- 27 jul. Summer Darkness, Utrecht (Países Bajos).
- 18 dic. Schwankhalle, Bremen (Alemania).

- 2014

- 23 oct. Schaulust, Bremen (Alemania).
- 15 nov. Praga (República Checa).

- 2015

- 5 abr. Black Easter Festival, Amberes (Bélgica).
- 25 abr. Bunker, Dresde (Alemania).
- 14 nov. Garage Deluxe, Múnich (Alemania).

- 2016

- 19 mar. Gothic Fetish Party, VooDoo Club, Varsovia (Polonia).
- 16 may. 25th Wave-Gotik-Treffen, Leipzig (Alemania).
- 25 ago. VII Festival Entremuralhas, Leiría (Portugal).
- 27 ago. Infest Festival, Bradford (Reino Unido).
- 10 sep. Club Hellraiser, Leipzig (Alemania).
- 17 dic. Waregem (Bélgica).

- 2017

- 27 may. Nová Chmelnice, Praga (República Checa).
- 2 dic. Rockpalast, Bochum (Alemania).

- 2018

- 2 feb. Le Cirque Frivole, Düsseldorf (Alemania).
- 10 feb. Second Skin, Atenas (Grecia).
- 3 mar. Transition Party, Berlín (Alemania).
- 9 mar. P.M.K., Innsbruck (Austria).
- 10 mar. Grind House Club, Padua (Italia).
- 6 abr. Downhill Festival, Sittard (Países Bajos).
- 7 abr. B 52's, Eernegem (Bélgica).
- 26 abr. Blue Shell, Colonia (Alemania).
- 27 abr. Legends Lounge, Múnich (Alemania).
- 28 abr. 7er Club, Mannheim (Alemania).
- 29 abr. SubKultur, Hannover (Alemania).
- 9 may. Volxhaus, Klagenfurt (Austria).
- 10 may. Mc Pekarna, Maribor (Eslovenia).
- 11 may. UHU-Club, Bratislava (Eslovaquia).
- 12 may. Melodka, Brno (República Checa).
- 9 jun. Undergroundovy Klub Eden, Broumov (República Checa).
- 13 jun. Castle Party Festival, Bolkow (Polonia).
- 29 jul. Amphi Festival, Colonia (Alemania).
- 4 ago. BGT Chesters, Berlín (Alemania).
- 14 sep. Cabaret Onirique, Estrasburgo (Francia).
- 21 sep. Moritzbastei, Leipzig (Alemania).
- 13 oct. Autumn Moon Festival, Hameln (Alemania).
- 3 nov. The Ink – Tattoo Event, Hamm (Alemania).

- 2019

- 9 feb. Moritzbastei, Leipzig (Alemania).
- 16 feb. Das Bett, Frankfurt (Alemania).
- 8 mar. Cabaret Fledermaus, Viena (Austria)
- 21 abr. Nostromo, Görlitz (Alemania).
- 25 may. Helvete Metal Club, Oberhausen (Alemania).
- 8 jun. 28th Wave-Gotik-Treffen, Leipzig (Alemania).
- 22 jun. Backstage, Múnich (Alemania).
- 14 sep. Club from Hell, Erfurt (Alemania).
- 26 oct. Planet Bizarre – Rockfabrik, Augsburgo (Alemania).
- 2 nov. Zalavparka, Sofía (Bulgaria).
- 20 dic. Subkultur, Hannover (Alemania).
- 28 dic. Factory, Magdeburgo (Alemania).

- 2020

- 25 ene. Goldener Reiter, Landgraaf (Países Bajos).
- 31 ene. Nuke Club, Berlín (Alemania).
- 1 feb. Bunker, Dresde (Alemania).

- 2021

- 4 sep. Steamball VI, Kulturhaus Kili, Berlín (Alemania).
- 5 sep. Replugged, Lerchenfelderstrasse 23, Viena (Austria).
- 20 nov. Floor Club, Kloten (Suiza).

- 2022

- 2 jul. Magasin 4, Bruselas (Bélgica).
- 14 jul. Breminale 2022, Bremen (Alemania).
- 18 ago. Stella Nomine Festival 2022, Torgau (Alemania).
- 19 ago. Backstage, Múnich (Alemania).
- 24 sep. Clubbers Die Younger, Brno (República Checa).

- 2023

- 7 ene. Helvete Pub Club, Oberhausen (Alemania).
- 27 may. 30th Wave-Gotik-Treffen, Leipzig (Alemania).
- 12 ago. KitKatClub, Berlín (Alemania).
- 14 oct. Matrix, Bochum (Alemania).
- 21 oct. Electroinvasion, Ratisbona (Alemania).
- 17 nov. Der Cult, Nuremberg (Alemania).
- 18 nov. SubKultur, Hannover (Alemania).

- 2024

- 20 ene. Bunker, Dresde (Alemania).

### Hemerografía
- Andreas F. (17 may. 2020). «Grausame Töchter: veröffentlichen Video zu "Klinik"». TIME FOR METAL.
- Caluwe, Benny (1 abr. 2015). «Grausame Töchter». PEEK-A-BOO Magazine.
- Coldheart, Stef (1 sep. 2016). «Grausame Töchter». PEEK-A-BOO Magazine.
- Klein, Ronald (22 may. 2013). «Interview mit Aranea Peel (Grausame Töchter) ». CULTURMAG.